# Salero

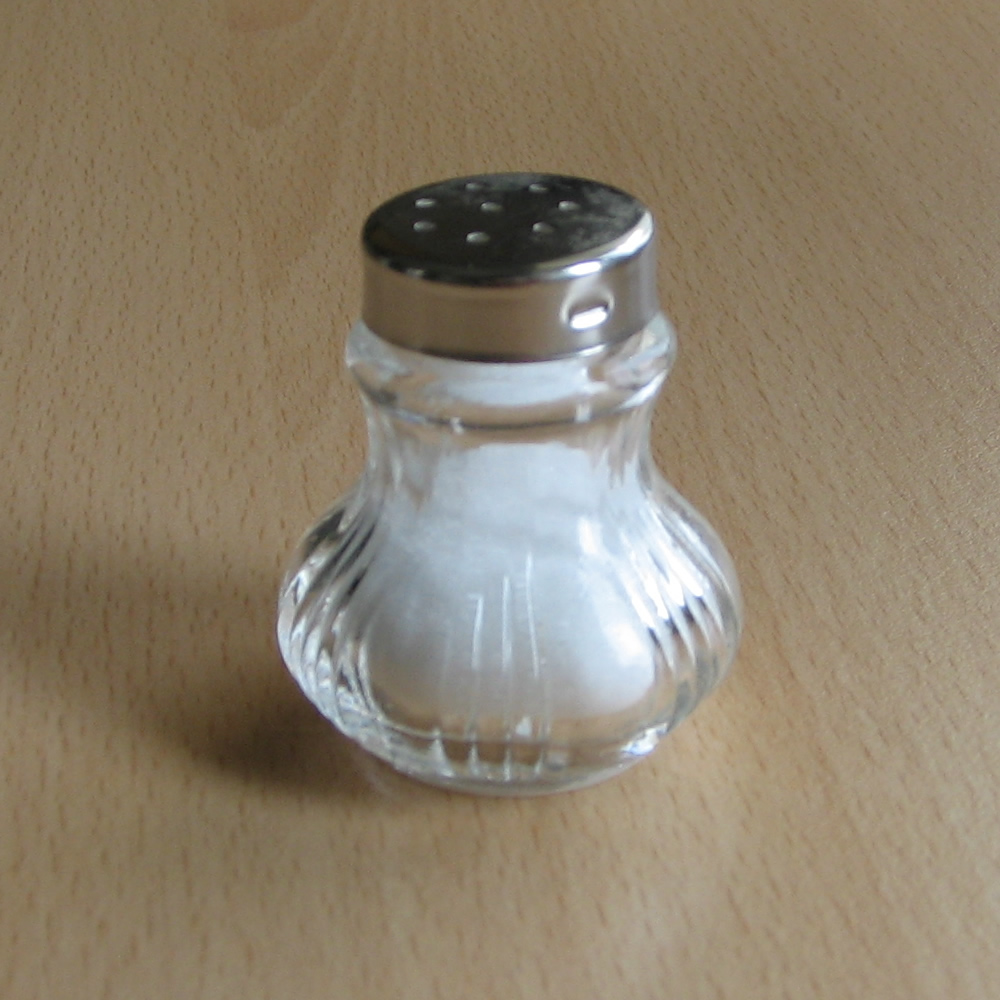
Salero de cabeza metálica.

Un salero (también potorro) es un recipiente que se coloca en la mesa para servir sal al gusto, y que a su vez se emplea en la cocina para sazonar los alimentos. Habitualmente, forma pareja con el pimentero, del que sólo se diferencia en el número o diámetro de los orificios de salida.

## Características
Por lo general, cuenta con dos componentes:
- El recipiente propiamente dicho;
- Un tapón con orificios por donde se vierte el contenido.

## Saleros artísticos
Los saleros preciosos y artísticos (de oro y plata o de loza esmaltada y figuras) se mencionan en los inventarios desde el siglo XIV, estando muy de moda en dicho siglo y en los siguientes hasta el siglo XVIII. Varios de ellos tienen forma de naveta o de barquilla con pie o con ruedas y se destinaban a contener sal y especias o simplemente servían de pura ceremonia. Tal es el caso de:
- La nao de la Seo de Zaragoza, del siglo XV.
- La nao de la reina Doña Juana en la catedral de Toledo, del siglo XVI.
- El salero de ónice con sirena de oro que forma parte del llamado Tesoro del Delfín, en el Museo del Prado de Madrid, del siglo XVI.
- Es destacable igualmente el famoso Salero de Francisco I de Francia, de oro, con Neptuno y Anfítrite, obra de Benvenuto Cellini.

## Galería

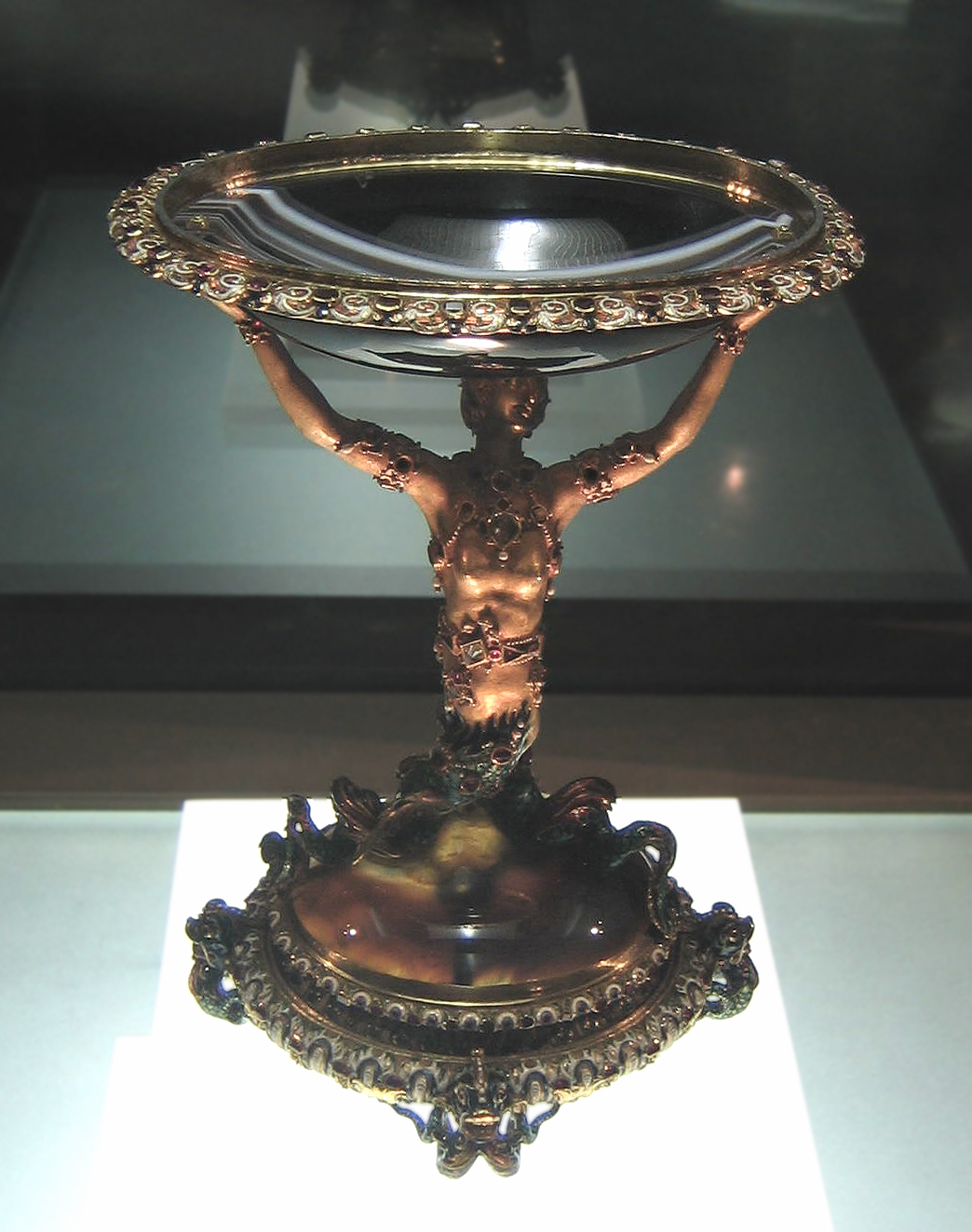
Salero de ónice con sirena de oro (Museo del Prado, Madrid).
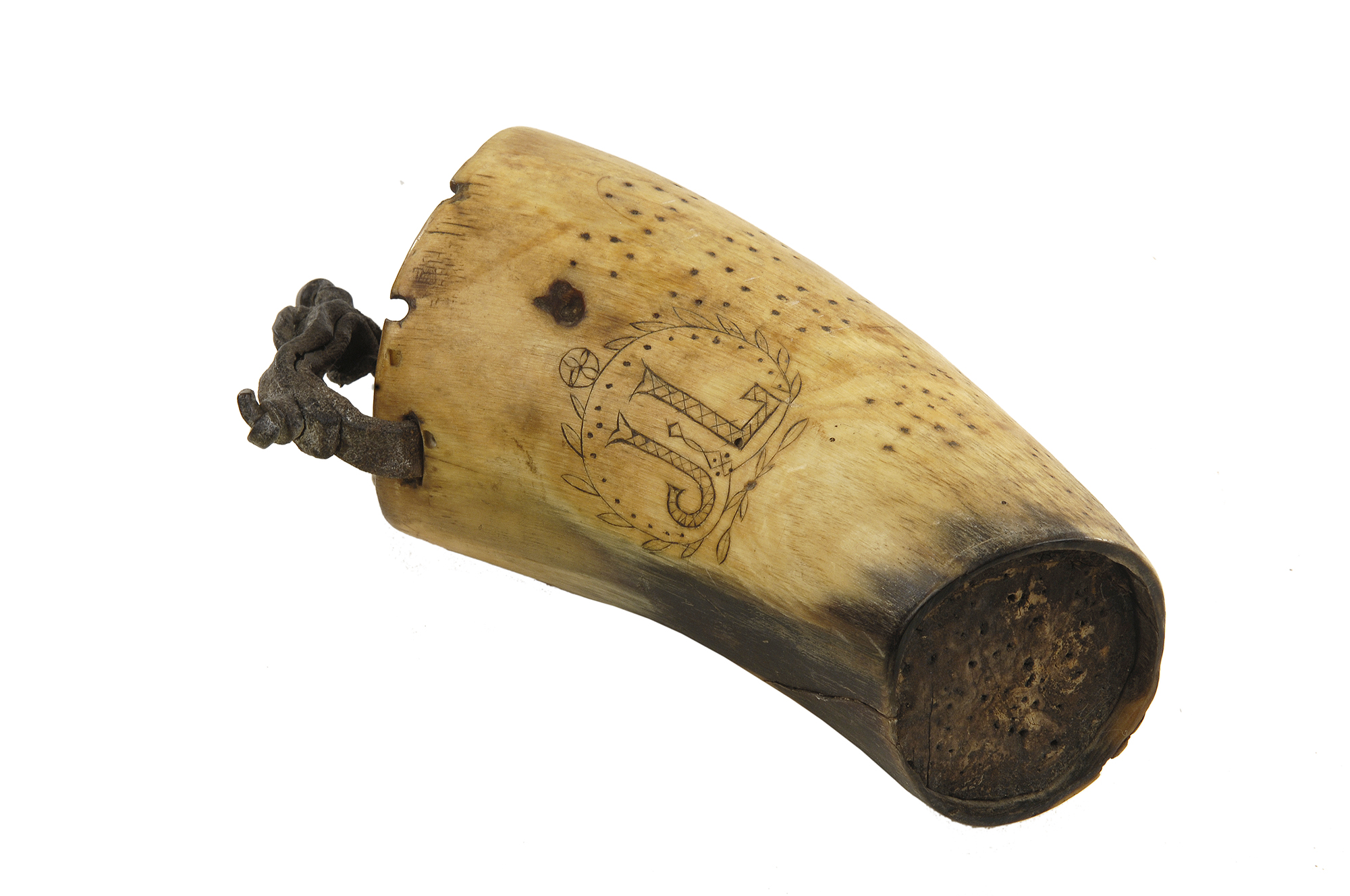
Salero de asta de animal (Museu Valencià d'Etnologia, Valencia).